# Yngve Stiernspetz
Yngve Stiernspetz (Eksjö, 27 april 1887 - Lidingö, 4 april 1945) was een Zweeds turner.
Stiernspetz won tijdens de Olympische Zomerspelen 1912 in eigen land de gouden medaille met de Zweedse ploeg in de landenwedstrijd Zweeds systeem.
Stiernspetz was van beroep militair en werd in 1931 opgenomen in de Orde van het Zwaard.

## Olympische Zomerspelen
| Jaar | Plaats    | Resultaten          |
| ---- | --------- | ------------------- |
| 1912 | Stockholm | team Zweeds systeem |